# Захаровщина (Псковская область)
Захаровщина (или также ошибочно Захаровшина) — деревня в Гдовском районе Псковской области России. Входит в состав городского поселения «Гдов» Гдовского района.
Расположена в 12 км к востоку от Гдова, на левом берегу реки Черма.

## Население
Численность населения деревни по оценке на 2000 год составляет 14 человек, по переписи 2002 года — 12 человек.

## История
До 2005 года деревня входила в состав ныне упразднённой Гдовской волости.